# Barthe (Hautes-Pyrénées)
Barthe ist eine französische Gemeinde mit 26 Einwohnern (Stand 1. Januar 2022) im Département Hautes-Pyrénées in der Region Okzitanien (vor 2016: Midi-Pyrénées). Sie gehört zum Arrondissement Tarbes und zum Kanton Les Coteaux.
Die Einwohner werden Barthois und Barthoises genannt.

## Geographie
Barthe liegt circa 32 Kilometer östlich von Tarbes in der historischen Provinz Quatre-Vallées am nordöstlichen Rand des Départements.
Umgeben wird Barthe von den fünf Nachbargemeinden:
| Puntous | Larroque                                    |                   |
|         | Kompassrose, die auf Nachbargemeinden zeigt | Castelnau-Magnoac |
| Betpouy |                                             | Organ             |

Barthe liegt im Einzugsgebiet des Flusses Garonne.
Die Sole, ein Nebenfluss der Petite Baïse, durchquert das Gebiet der Gemeinde.

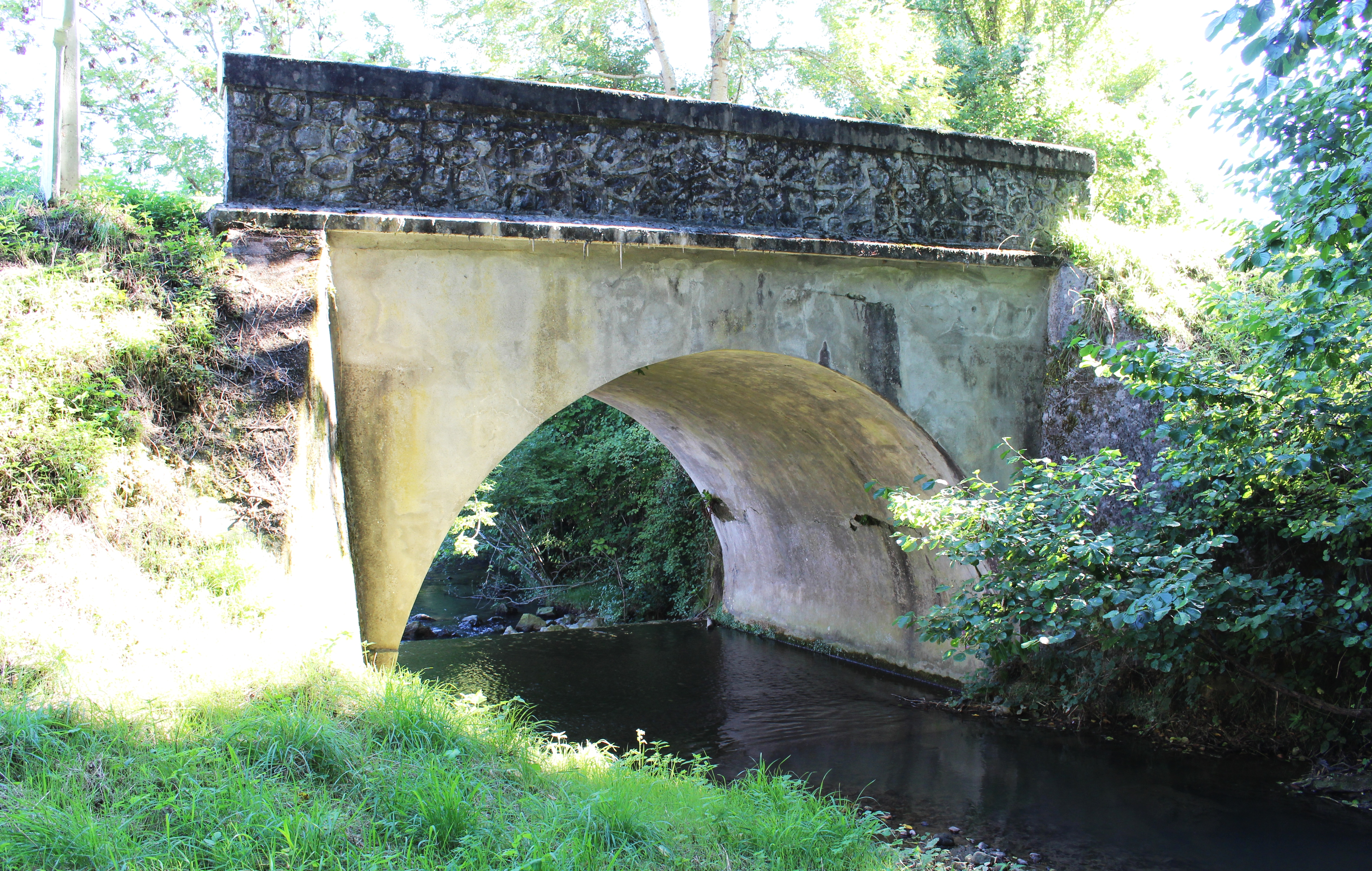
Brücke über die Sole

## Toponymie
Der okzitanische Name der Gemeinde heißt Barta. Das okzitanische Wort bedeutet im Gascognischen Feuchtgebiete mit Gestrüpp am Ufer eines Fließgewässers. Es hat sehr weit zurückliegende, vor-lateinische Wurzeln.
Toponyme und Erwähnungen von Barthe waren:
- de Barta (15. Jahrhundert, Steuerverzeichnis Auch),
- Barthe (1750, 1793 und 1801, Karte von Cassini, Notice Communale bzw. Bulletin des lois).[3][4][5]

## Einwohnerentwicklung

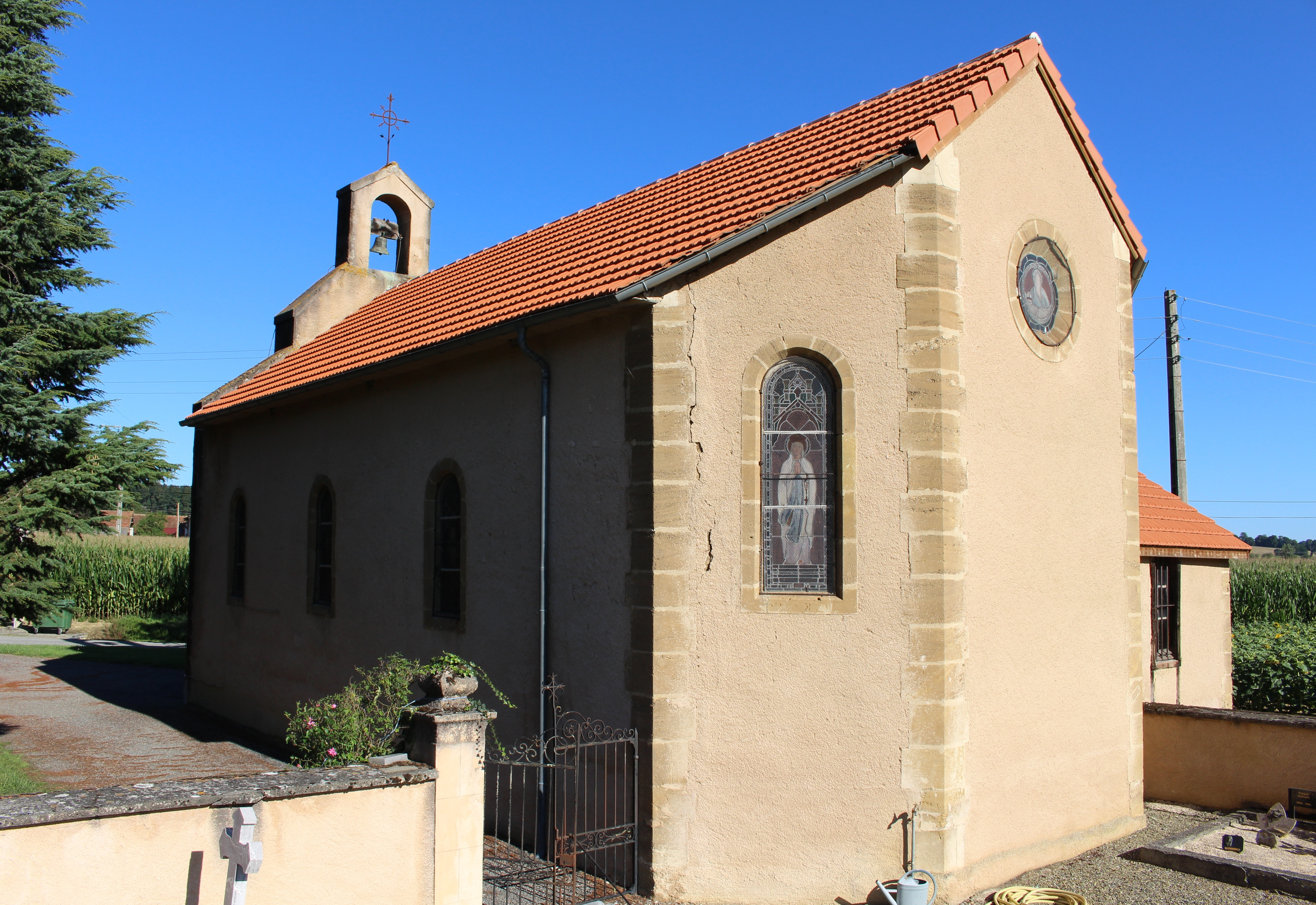
Pfarrkirche Saint-Exupère

Nach Beginn der Aufzeichnungen stieg die Einwohnerzahl bis zur Mitte des 19. Jahrhunderts auf einen Höchststand von rund 95. In der Folgezeit sank bis heute die Größe der Gemeinde bei kurzen Erholungsphasen.
| Jahr      | 1962 | 1968 | 1975 | 1982 | 1990 | 1999 | 2006 | 2011 | 2022 |
| --------- | ---- | ---- | ---- | ---- | ---- | ---- | ---- | ---- | ---- |
| Einwohner | 29   | 28   | 25   | 28   | 23   | 22   | 18   | 19   | 26   |

## Sehenswürdigkeiten

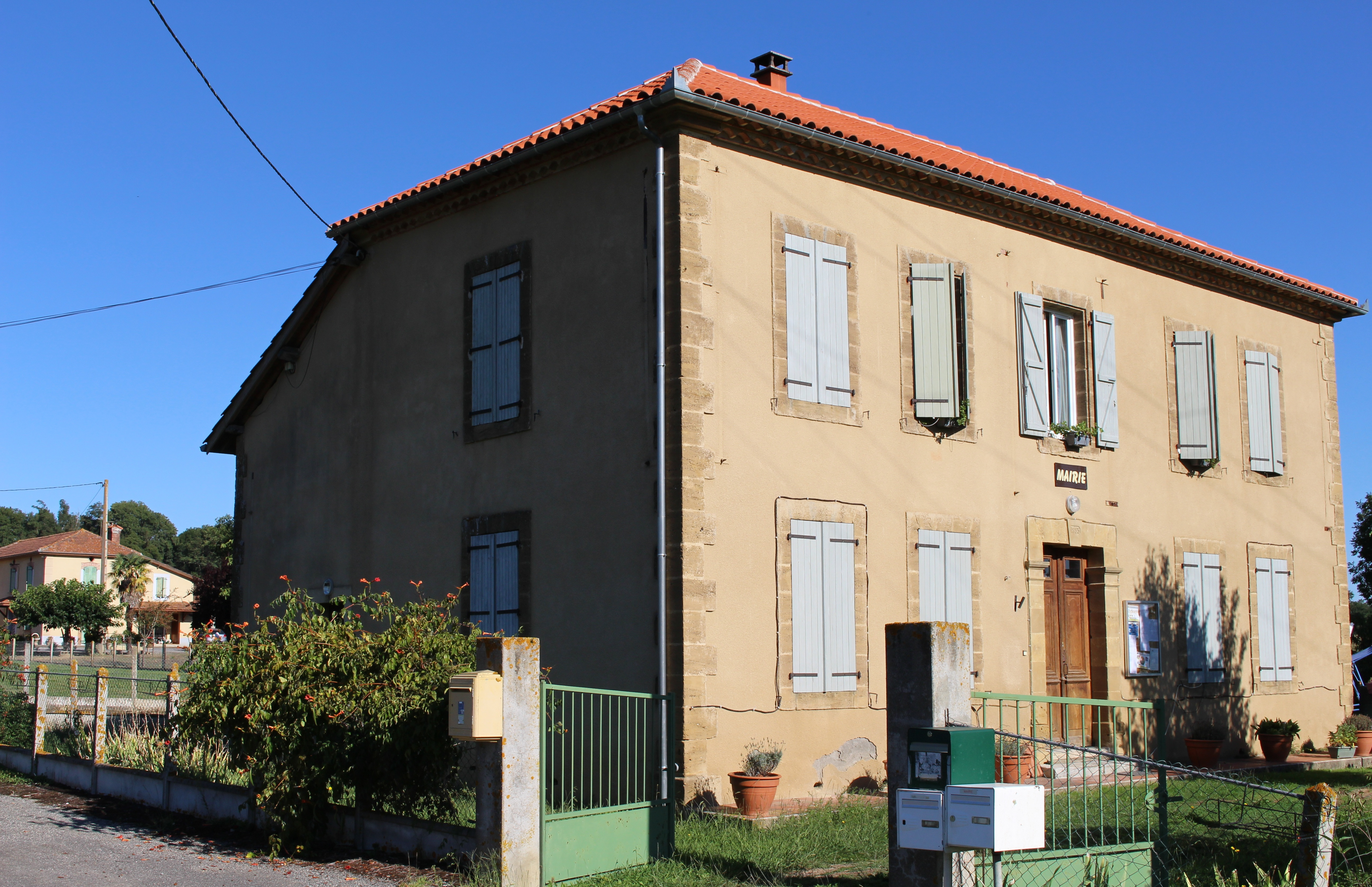
Rathaus (mairie)

- Pfarrkirche Saint-Exupère

## Wirtschaft und Infrastruktur
Barthe liegt in den Zonen AOC der Schweinerasse Porc noir de Bigorre und des Schinkens Jambon noir de Bigorre.

### Verkehr
Barthe ist erreichbar über die Routes départementales 31 und 321.